# Ossian von Konow
Ossian Thor Aslak von Konow, född 29 september 1934 i Varkaus, död 28 november 2011 i Träskända, var en finländsk arkitekt och stadsplanerare.
Under studietiden vid Tekniska högskolan i Helsingfors praktiserade von Konow hos Hilding Ekelund (1956–1959) och efter att han utexaminerats 1961 bland annat hos Aarne Ervi (samma år). Han var stadsplanearkitekt i Varkaus 1962–1965, generalplanearkitekt i Uleåborg 1965–1972 och stadsplanearkitekt i Träskända 1972–1997. På senare år ivrade han för en humanare och grönare samhällsplanering samt förespråkade skapande av nya trädgårdsstadsdelar.